# زمانی برای کشتن (فیلم ۱۹۹۶)
زمانی برای کشتن (به انگلیسی: A Time to Kill) فیلمی محصول سال ۱۹۹۶ آمریکا به کارگردانی جوئل شوماخر است. در این فیلم بازیگرانی همچون متیو مک‌کانهی، ساندرا بولاک، ساموئل ال. جکسون، کوین اسپیسی، اشلی جاد، برندا فریکر، دونالد ساترلند، چارلز اس.داتون، اولیور پلات، کیفر ساترلند، جان دیهل، دوگ هاتچیسون، نیکی کت، کریس کوپر، کرتوود اسمیت و ام امت والش ایفای نقش کرده‌اند.

## داستان
شهر کوچکی در میسی سیپی «جیک بریگانس» (متیو مک‌کانهی)، وکیلی تازه‌کار، دفاع از مردی سیاه‌پوست به نام «کارل لی هیلی» (ساموئل ال. جکسون) را به عهده می‌گیرد. «کارل» دو جوان سفیدپوست را به خاطر اذیت و آزار دختر ده ساله اش کشته و این در شرایطی است که کوکلوکس کلان‌های محلی به رهبری «فردی لی باب» (کیفر ساترلند) محبوبیت دوباره‌ای پیدا کرده‌اند.